# Mornas
Mornas ist eine französische Gemeinde mit 2530 Einwohnern (Stand: 1. Januar 2022) im Département Vaucluse in der Region Provence-Alpes-Côte d’Azur. Sie gehört zum Arrondissement Carpentras und zum Kanton Bollène.
Die Gemeinde liegt auf einem schmalen Terrain zwischen dem Ostufer der Rhône und einem steilen Kalkmassiv, auf dem die Burg Mornas steht. Sie teilt sich dieses Terrain mit der Autoroute A7, der Route nationale 7, der TGV-Strecke von Paris ans Mittelmeer (TGV Méditerranée) unmittelbar am Flussufer sowie einer Regionaleisenbahn.
Nachbargemeinden von Mornas auf der linken Flussseite sind Piolenc im Süden, Mondragon im Norden, Uchaux im Osten.

## Bevölkerungsentwicklung
| Jahr      | 1962 | 1968 | 1975 | 1982 | 1990 | 1999 | 2009 | 2021 |
| Einwohner | 915  | 1103 | 1189 | 1737 | 2087 | 2209 | 2292 | 2492 |

## Sehenswürdigkeiten
- Festung Mornas (11.–14. Jahrhundert, Monument historique)
- Kirche Notre-Dame du Val-Romigier (11./12. Jahrhundert, Monument historique)
- Stadttore Saint-Nicolas und Saint-Pierre
- Kapelle Sainte Baudile
- Kapelle Saint Pierre
- Kapelle Saint Siffrein

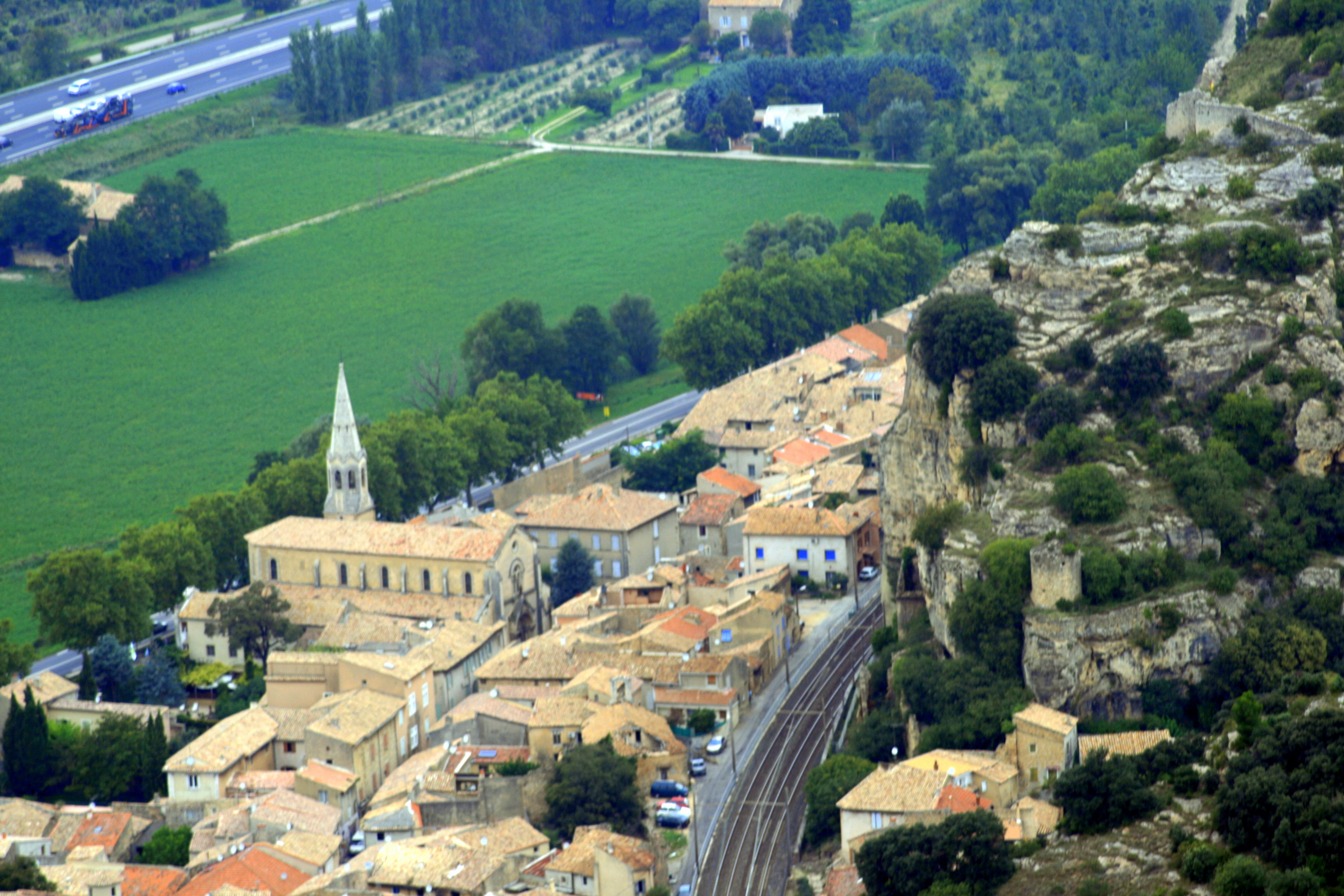
Luftbild von Mornas
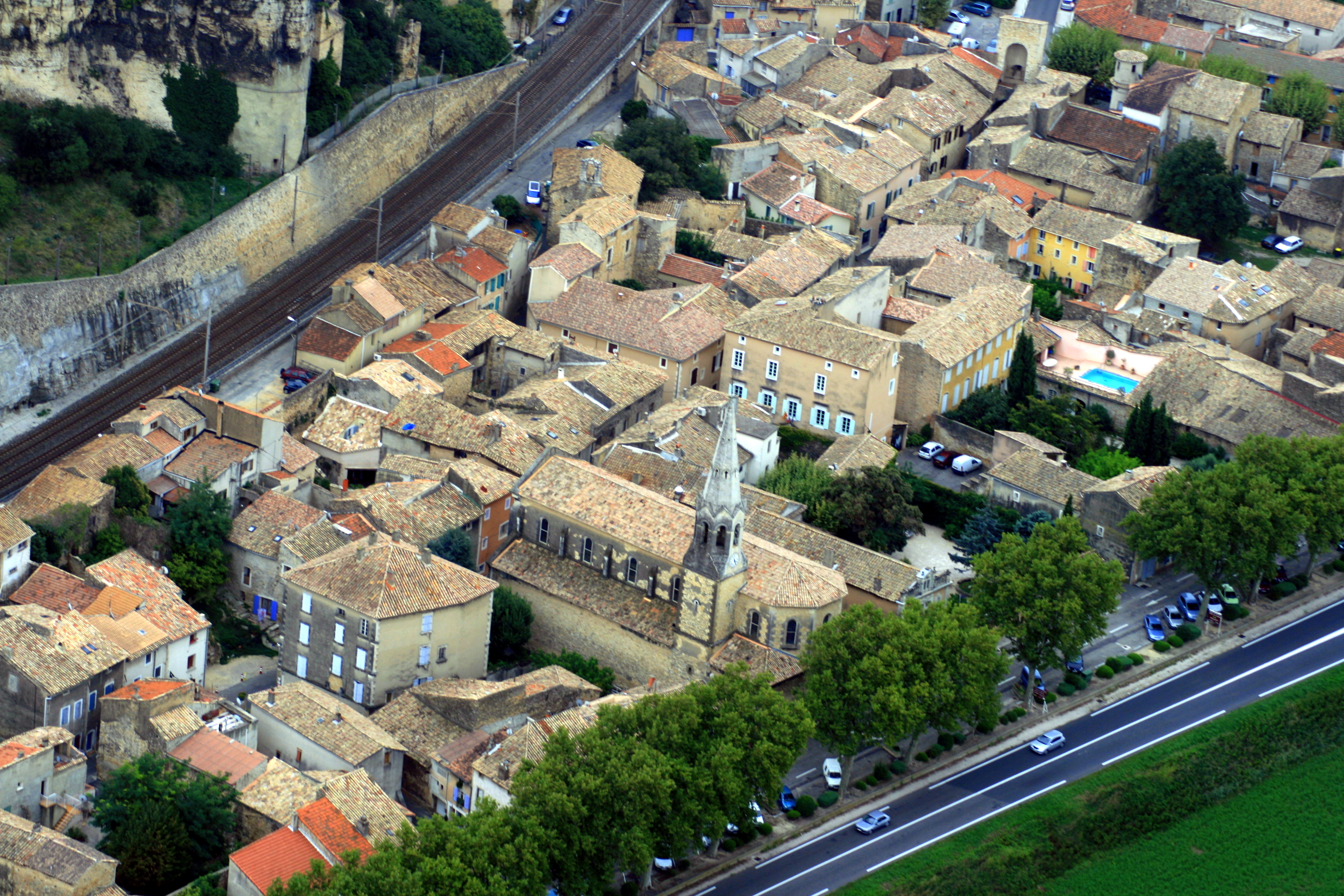
Der Ort zwischen Route nationale und Regionalbahn
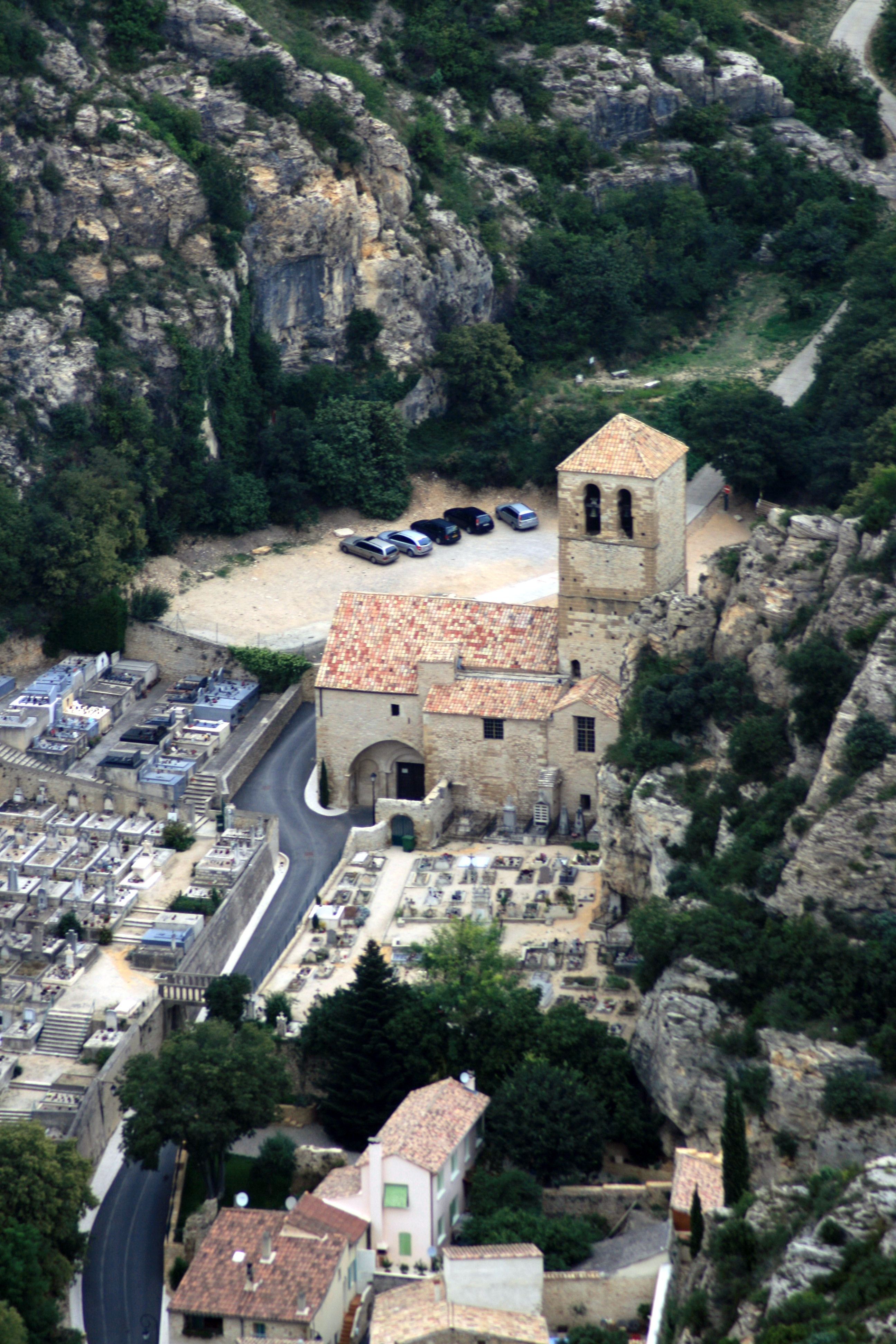
Notre-Dame aus der Luft
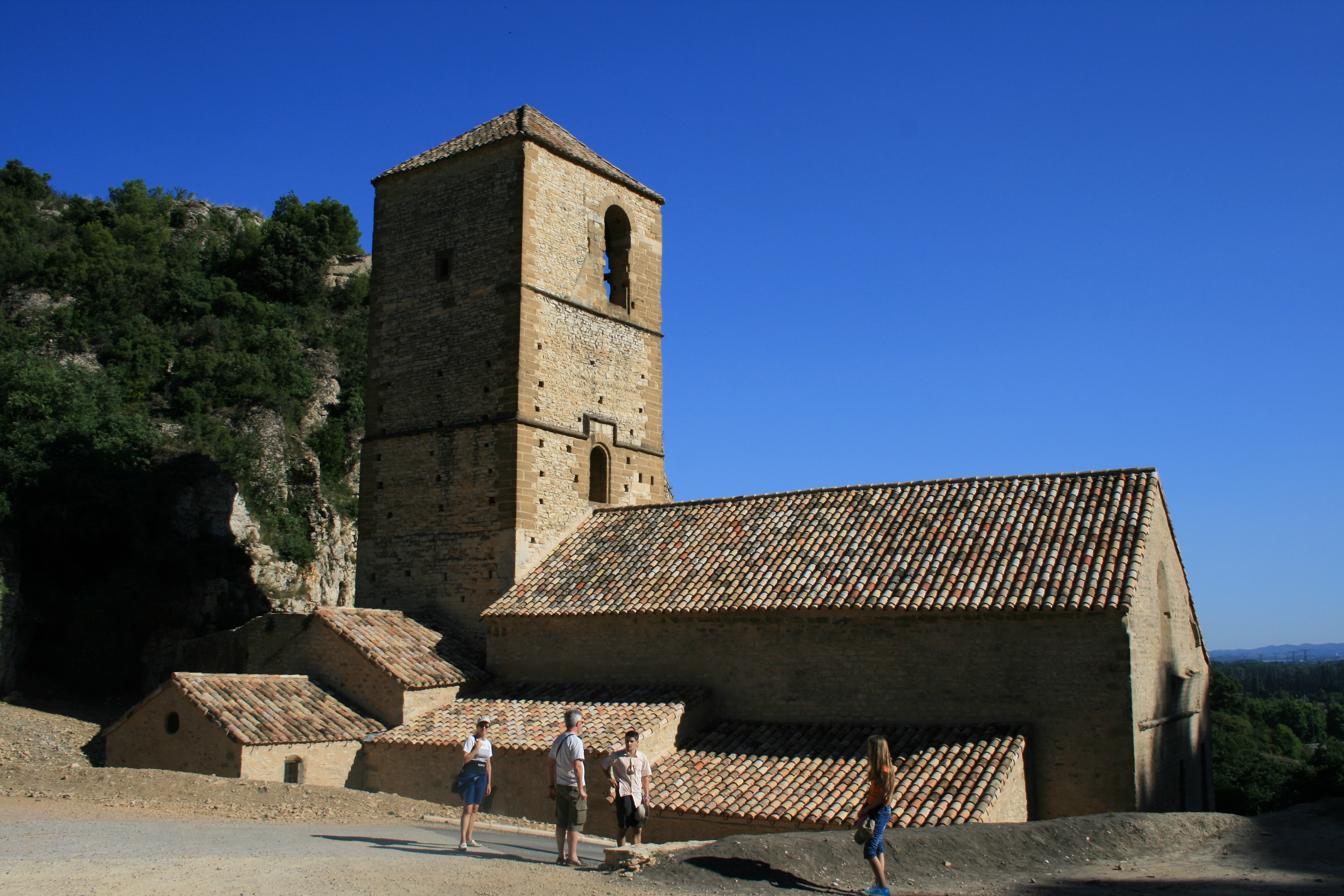
Notre-Dame du Val-Romigier
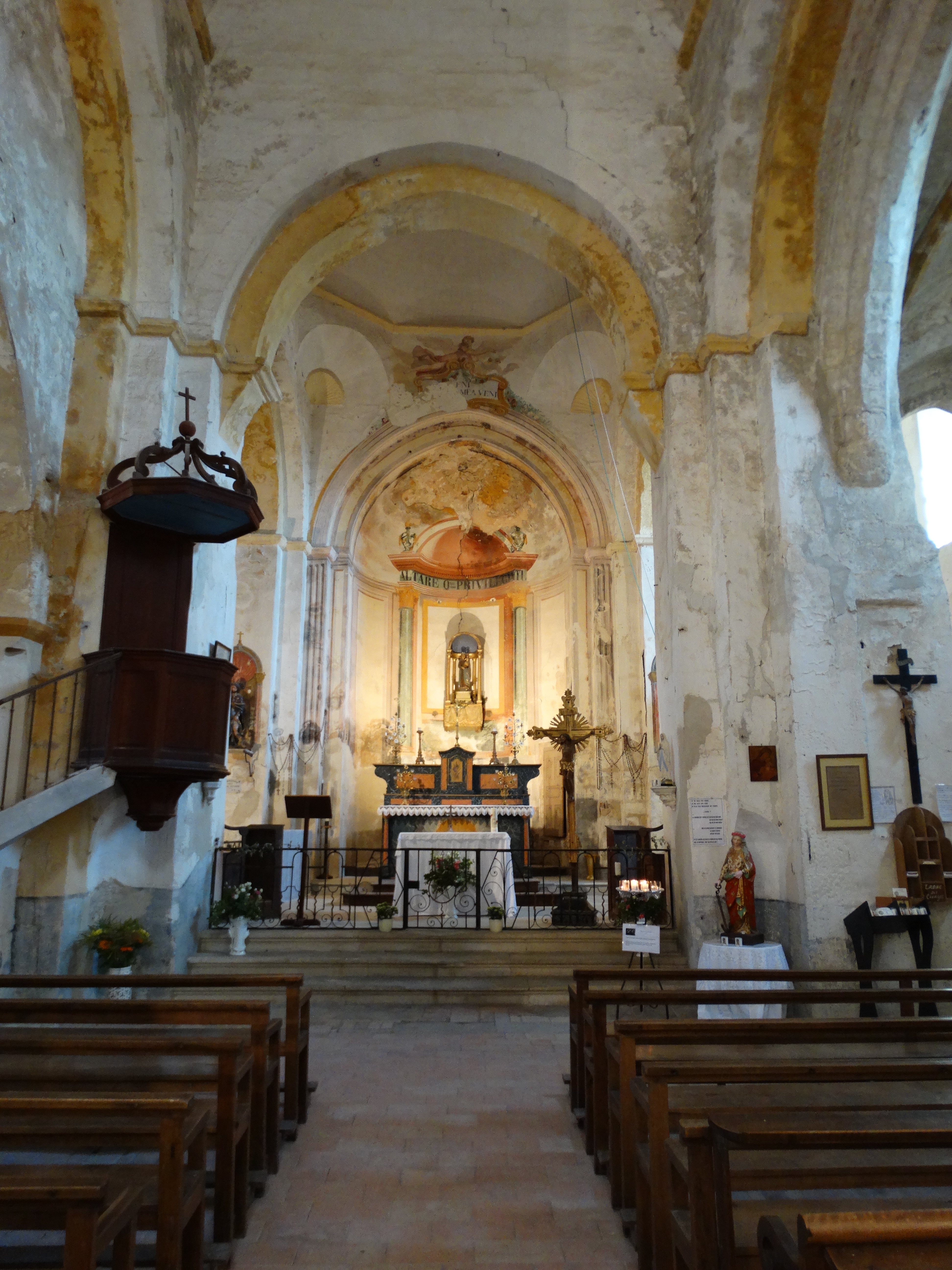
Notre-Dame du Val-Romigier (Innenansicht)
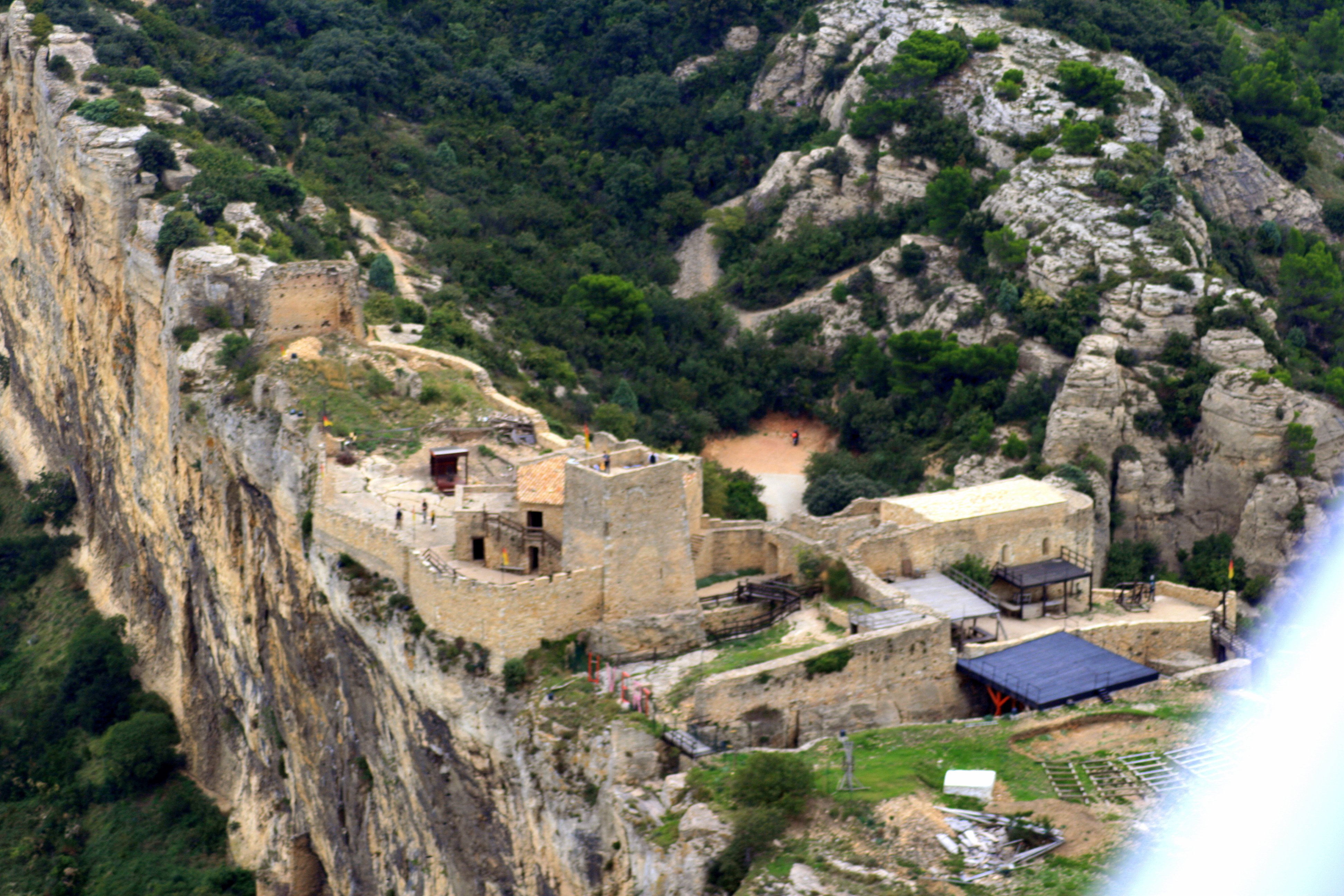
Luftbild der Festung
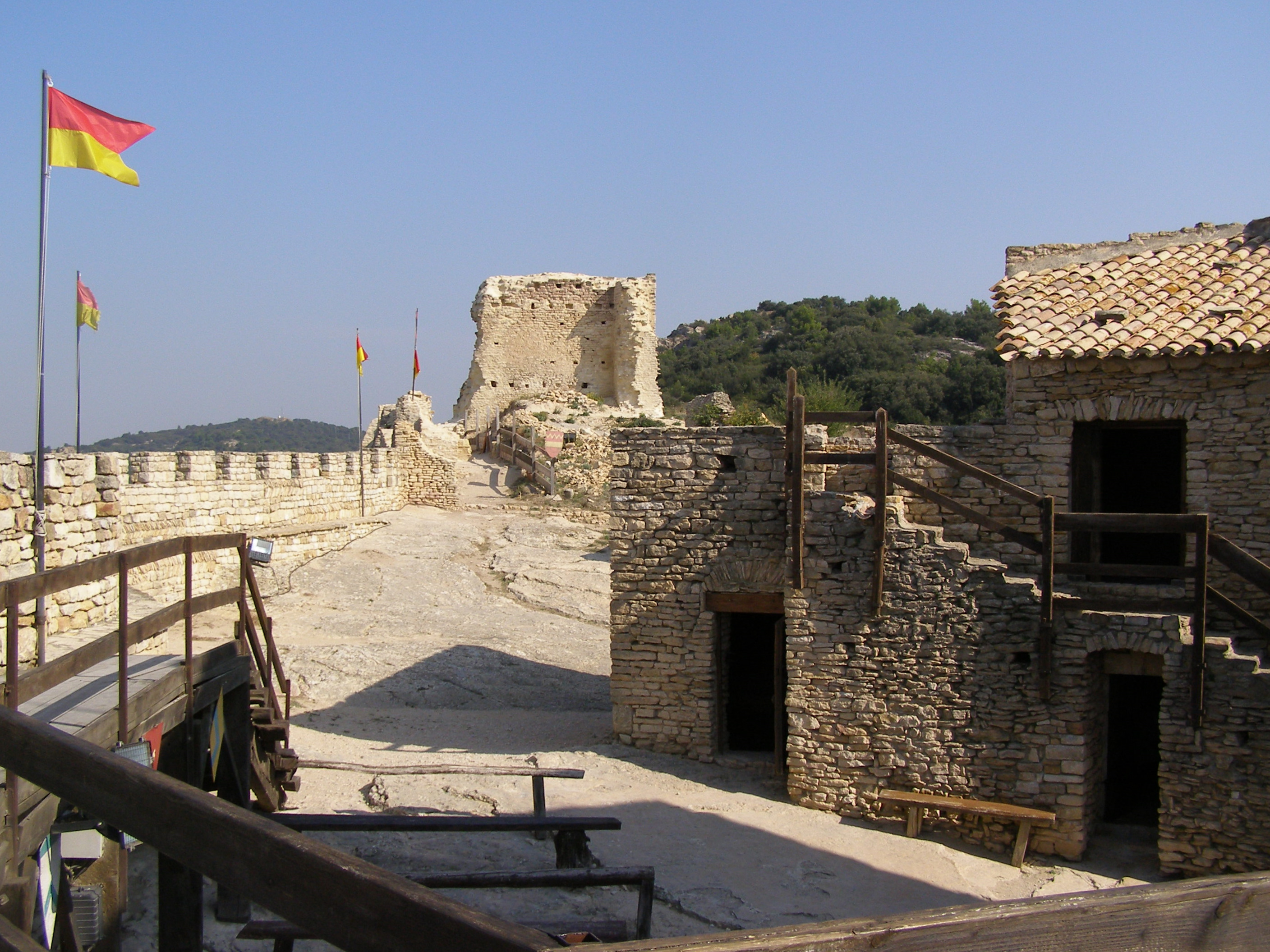
Innenansicht der Festung